# Салварсан
Салварсанът, известен още като арсфенамин и съединение 606, е лекарство, използвано от 1910 г. за лечение на сифилис и трипанозомоза. Той е органоарсеново съединение, първото съвременно средство за химиотерапия.

## История
Изтъкнатият японски бактериолог Сакахиро Хата открива антисифилитичните свойства на съединението през 1909 г. в лабораторията на Паул Ерлих в резултат на изследвания върху стотици новосинтезирани органични съединения на арсена. Паул Ерлих предполага, че при изследване на много съединения може да бъде открито лекарство с противомикробно действие. Екипът на Ерлих започва търсене на подобно съединение сред производните на отровния атоксил. Това е първият масиран опит да се оптимизира биологичната активност на оловните съединения чрез системната им химическа модификация, основата на почти всички съвременни фармацевтични изследвания.
Арсфенаминът първоначално е наречен 606, защото е шестото съединение от шестата група съединения, синтезирани за тестовете. Въведен е на пазара от фирмата Hoechst AG под търговската марка салварсан през 1910 г. Салварсанът е първото органично лекарство против сифилис и значително подобрява резултатите от лечението в сравнение с неорганичните живачни съединения, използвани дотогава. Предлага се за продажба във вид на хигроскопичен жълт прах с кристална структура, силно неустойчив на въздуха. Това го прави особено труден за приложение, тъй като лекарството трябва да бъде разтворено в определено количество стерилна дестилирана вода по процедура, която намалява до минимум излагането му на въздух, за да се получи разтвор, готов за инжектиране. Някои от страничните ефекти на салварсана всъщност са резултат на неправилно съхранение и приложение. Ерлих, който работи усърдно, за да стандартизира практиката, признава, че „етапът от лабораторията до пациента ... е изключително труден и изпълнен с опасности.“ 
Лабораторията на Ерлих разработва по-добре разтворимо (но по-малко ефективно) арсеново съединение – неосалварсан (неоарсфенамин), което се приготвя по-лесно и става достъпно от 1912 г. Тези арсенови съединения носят значителен риск от странични ефекти и след 1940 г., с откриването на пеницилина, са заменени при лечението на сифилис.
След като напуска лабораторията на Ерлих, Сакахиро Хата продължава да провежда успоредни изследвания на новото лекарство в Япония.

## Механизъм на действие
Сифилисът се причинява от бактерията бледа спирохета (Treponema pallidum). Арсфенаминът не е отровен за бледите спирохети, но става такъв, след като бъде преобразуван от организма в подходяща форма.

## Структура
Дълги години след откриването на салварсана се смята, че в структурата му присъства двойна връзка As=As. Обаче през 2005 г. подробни масспектрометрични изследвания показват, че много по-вероятно е структурата му да представлява смес от цикличен тример и цикличен пентамер. При тази структура връзките As-As са единични, а не двойни.